# Tantou, Changle
Tantou (kinesiska: 潭头) är en köping i sydöstra Kina. Den ligger i stadsdistriktet Changle i staden Fuzhou i provinsen Fujian, omkring 30 kilometer öster om provinshuvudstaden Fuzhou. 